# 佩列戈尼夫卡 (奧布希夫區)
49°58′47″N 30°29′33″E / 49.97972°N 30.49250°E
佩雷霍尼夫卡（烏克蘭語：Перегонівка）是位於烏克蘭北部的村莊，由基辅州奧布希夫區的奧布希夫市鎮負責管轄。該村始建於1647年，面積1.5平方公里，海拔高度133米，2001年人口360，人口密度每平方公里240人。